# Ken Sema
Ken Nlata Sema (30 de setembro de 1993) é um futebolista profissional sueco que atua como meia. Atualmente joga no Pafos FC, do Chipre.

## Carreira
Ken Sema fará parte do elenco da Seleção Sueca de Futebol nas Olimpíadas de 2016.